# Демби-Вольські
Демби-Вольські (пол. Dęby Wolskie) — село в Польщі, у гміні Русець Белхатовського повіту Лодзинського воєводства.
Населення — 241 особа (2011).
У 1975-1998 роках село належало до Серадзького воєводства.

## Демографія
Демографічна структура станом на 31 березня 2011 року:
|          | Загалом | Допрацездатний вік | Працездатний вік | Постпрацездатний вік |
| -------- | ------- | ------------------ | ---------------- | -------------------- |
| Чоловіки | 128     | 26                 | 84               | 18                   |
| Жінки    | 113     | 22                 | 65               | 26                   |
| Разом    | 241     | 48                 | 149              | 44                   |